# 昇階唱
昇階唱（しょうかいしょう）、グラドゥアーレ（ラテン語: graduale）は、ミサで使徒書簡の朗読の後に歌われるレスポンソリウム。独唱による「詩篇」詩句の歌唱と合唱による応答句が交互に歌われる。奉読台に昇る階段の上で歌われることから、この名が生じた。